# Mudigere Kaval, Sira
Mudigere Kaval là một làng thuộc tehsil Sira, huyện Tumkur, bang Karnataka, Ấn Độ.